# Théodore-Bara Proust
Pour les articles homonymes, voir Proust (homonymie).
Théodore-Bara Proust (7 octobre 1794, Niort - 15 mars 1845, Pise) est un homme politique français.

## Biographie
D'une famille de la bourgeoisie niortais, il est le fils de François-Noël Proust, conseiller municipal de Niort, secrétaire et receveur général du département des Deux-Sèvres, propriétaire du château de Sanzay, et de Jeanne-Marguerite Fraigneau, ainsi que le frère de Paul-François Proust, maire, président du conseil d'arrondissement de Niort et de la Caisse d'épargne de Niort.
Il entre à l'École polytechnique en 1813, se bat contre les alliés en avant de Paris en mars 1814 et est fait prisonnier, avant d'être remis en liberté deux jours après. 
De retour à Niort l'année suivante, il n'occupe aucune fonction publique et fait de la propagande libérale contre la Restauration.
En 1825 il épouse à Niort Caroline Ducrocq-Binet, nièce de Jean Joseph Tonnet-Hersant. Le couple a quatre fils dont le plus jeune Antonin Proust.
Il collabore, en 1829-1830, à la Sentinelle des Deux-Sèvres, est nommé, en 1830, par le gouvernement de Juillet, conseiller général des Deux-Sèvres et capitaine d'artillerie de la garde nationale de Niort, et se présente à la députation, à l'élection partielle du 28 octobre 1830, motivée par la nomination d'Emmanuel de Sainte-Hermine aux fonctions de préfet. Il échoue, au grand collège des Deux-Sèvres. 
Les élections générales du 5 juillet 1831 lui sont plus favorables ; il est élu député du 3e collège des Deux-Sèvres. Il siège dans l'opposition constitutionnelle et ne se représente pas au renouvellement de 1834. Élu conseiller général du canton de Moncoutant en 1841, est fut obligé, par suite d'une maladie de poitrine, de se rendre en Italie, où il mourut.
Il avait acquis en 1818 le château de Saint-Mesmin.

## Sources
- « Théodore-Bara Proust », dans Adolphe Robert et Gaston Cougny, Dictionnaire des parlementaires français, Edgar Bourloton, 1889-1891 [détail de l’édition]